# ریچارد برد (ورزشکار)
ریچارد برد (انگلیسی: Richard Byrd؛ ۱۶ مه ۱۸۹۲ – June 20, 1958 (aged 66)) ورزشکار دو و میدانی اهل ایالات متحده آمریکا بود.
وی در مسابقات کشوری و بین‌المللی در مجموع برندهٔ ۱ مدال نقره شده‌است.